# Гусиный лук поперечный
Гусиный лук поперечный (лат. Gagea transversalis) — вид травянистых растений рода Гусиный лук (Gagea) семейства Лилейные (Liliaceae).

## Ботаническое описание
Многолетнее травянистое растение. Луковиц три в отдельных серых оболочках, горизонтально расположенных; одна большая, две мельче на коротеньких ножках. Стебель 8—15 см высотой. Прикорневой лист одиночный, 1—3,5 мм шириной, по спинке острокилеватый, дугообразно изогнутый, превышающий соцветие; подсоцветных листа два, нижний из них длиннее, на вершине с колпачком.
Соцветие из 1—2 (3) цветков на неравных цветоножках. Листочки околоцветника яйцевидно-ланцетные, наружные островатые, внутренние туповатые, внутри жёлтые, снаружи зелёные, 10—13 (15) мм длиной. Тычинки на треть короче околоцветника. Коробочка яйцевидная. Цветение в марте и апреле.

## Распространение и экология
Европа. Растёт по степным и травянистым склонам на низменности и в горах.